# Peter Zack Geer
Peter Zack Geer, född 24 augusti 1928 i Colquitt, Georgia, död där 5 januari 1997, var en amerikansk demokratisk politiker. Han var viceguvernör i Georgia 1963–1967.
Geer efterträdde 1963 Garland T. Byrd som viceguvernör och efterträddes 1967 av George T. Smith. Geer kandiderade 1966 utan framgång till omval. Efter att ha lämnat viceguvernörsämbetet återvände han till sin advokatpraktik. Geer avled 1997 i cancer och gravsattes på City Cemetery i Colquitt.